# Platycephalus micracanthus
Platycephalus micracanthus är en fiskart som beskrevs av Sauvage, 1873. Platycephalus micracanthus ingår i släktet Platycephalus och familjen Platycephalidae. Inga underarter finns listade i Catalogue of Life.